# Miliyah Kato
Miliyah Kato (Toyota, 22 aprile 1988) è una cantante e autrice giapponese, specializzata nei generi musicali J-Urban, pop e rhythm and blues.
In lingua giapponese il suo vero nome è Miho Katō (加藤 美穂?, Katō Miho).
Ha iniziato a comporre canzoni e a cantare all'età di quattordici anni. Messa sotto contratto dalla Sony Music Japan dopo un'audizione, ha debuttato con un disco singolo intitolato Never Let go, messo in commercio l'8 settembre 2004, e rimasto in classifica fra i trenta migliori singoli per oltre un mese.
È autrice di molti dei suoi testi e fra i suoi maggiori successi vi è Love is..., ispirata al canone di Pachelbel. Molte delle sue canzoni sono trasmesse in video via web su YouTube ed in podcasting.
Il suo nome d'arte è composto dalle sillabe iniziali del suo nome e di quelli di sua madre e dei suoi fratelli. Cultrice di Mary J. Blige, ama il Keiniku, tipico piatto giapponese. Di lei si sa che a scuola prediligeva la matematica e che fra i valori principali pone quello della famiglia.
Di temperamento moody, si è ispirata per le sue composizioni alla musica di Marvin Gaye e a quella della stessa Blige.
È stata nominata nel 2006 per il Video Music Awards Japan di MTV.

## Discografia

### Album
- Rose,  26 ottobre 2005 (#2 nella classifica Oricon[1] con 238 302 copie vendute)
- Diamond Princess, 7 marzo 2007 (#5, con 107 300 copie vendute)
- Tokyo Star, 2 aprile 2008 (#4, con 207 500 copie vendute)
- BEST DESTINY, 5 novembre 2008 (#1, con 224 000 copie vendute)
- Ring, 8 luglio 2009 (#2, con 366 094 copie vendute)

### Singoli
| Anno | Singolo                                                                                     | Classifica Oricon | Album            | Copie vendute |
| ---- | ------------------------------------------------------------------------------------------- | ----------------- | ---------------- | ------------- |
| 2004 | Never let go / 夜空" (Yozora)                                                               | 15                | Rose             | 44,712        |
| 2004 | Beautiful                                                                                   | 26                | Rose             | 16,272        |
| 2005 | "ディア・ロンリーガール" (Dear Lonely Girl)                                                 | 15                | Rose             | 49,663        |
| 2005 | "ジョウネツ" (Jōnetsu)                                                                      | 11                | Rose             | 42.818        |
| 2006 | "ソツギョウ" (Sotsugyō)                                                                     | 23                | Diamond Princess | 14,459        |
| 2006 | Last Summer                                                                                 | 30                | Diamond Princess | 13,635        |
| 2006 | I WILL                                                                                      | 17                | Diamond Princess | 18,251        |
| 2007 | Eyes on you                                                                                 | 13                | Diamond Princess | 25,246        |
| 2007 | My Girl feat. COLOR                                                                         | 29                | Non-album single | 9,690         |
| 2007 | Love is...                                                                                  | 11                | Tokyo Star       | 23,919        |
| 2007 | LALALA feat. WAKA-DAN-NA (Shonan no Kaze) / FUTURECHECKA feat. SIMON, COMA-CHI, & TARO SOUL | 7                 | Tokyo Star       | 48,471        |
| 2008 | 19 Memories                                                                                 | 16                | Tokyo Star       | 23,062        |
| 2008 | SAYONARAベイベー (SAYONARA Baby) / "恋シテル" (Koi Shiteru)                                 | 9                 | Ring             | 25,499        |
| 2009 | 20-CRY-                                                                                     | 7                 | Ring             | 23,179        |
| 2009 | Love Forever feat. Shota Shimizu                                                            | 5                 | Ring             | 90,171        |
| 2009 | WHY                                                                                         | 10                | TBA              | 29,089        |
| 2010 | FOREVER LOVE (Shota Shimizu x Miliyah Kato)                                                 | 4                 | Journey          | 59,853        |
| 2010 | BYE BYE                                                                                     | 8                 | TBA              | 18,053        |
| 2010 | Last Love                                                                                   |                   | TBA              |               |

### Dischi su vinile
- 12 agosto 2004 - 夜空 - Do the Bobo James Rmx
- 26 gennaio 2005 - At the Fever
- 11 marzo 2005 - ディア・ロンリーガール - Dear Lonely Girl